# Silene scabriflora
Silene scabriflora là loài thực vật có hoa thuộc họ Cẩm chướng. Loài này được Brot. miêu tả khoa học đầu tiên năm 1805.